# Красная армия ХНСР
Красная Армия ХНСР (Хорезмская Народная Советская Республика) — создана по решению 1-го Всехорезмского курултая Советов народных представителей в конце апреля 1920. Был образовав Народный назират (комиссариат) по военным делам. Красная Армия ХНСР сначала  комплектовалась  на   началах добровольчества. После низложения правительства Хорезмской НСР, возглавлявшегося младохивинцами (март 1921), и образования нового правительства во главе с коммунистами (май 1921) была реорганизована и очищена от тех кого посчитали нелояльными советской власти.  К середине 1921 Красная Армия ХНСР насчитывала около 5 тысяч чел. В сентябре того же года была введена воинская обязанность. К лету
1923 в состав Красная Армия ХНСР входили кавалерийский полк, отдельный кавалерийский дивизион, пехотный полк, вспомогательные подразделения и учреждения. Армия участвовала в борьбе с басмачами.